# Les Aubrais
Les Aubrais (francès: Gare des Aubrais), anteriorment anomenada estació de les Aubrais-Orléans, anomenada de vegades com a Fleury-les-Aubrais és una estació ferroviària situada al municipi de Fleury-les-Aubrais, al departament francès de Loiret, a la regió del Centre-Vall del Loira. És una estació de la Societat Nacional dels Ferrocarrils Francesos (SNCF), que fa servei als trens Intercités i als trens TER.
El 14 de desembre de 2014, el seu nom comercial es va simplificar a l'estació de les Aubrais, per tal d'evitar confusions amb l'estació veïna d'Orleans.